# Sofie Dossi
Sofie Clarice Dossi (nacida el 21 de junio de 2001) es una contorsionista y youtuber estadounidense. En el 2016 saltó a la fama en la undécima temporada de America's Got Talent. A febrero de 2023, su canal de YouTube tiene 8,3 millones de suscriptores y 1500 millones de vistas totales.

## Biografía
Dossi creció en la ciudad de Cypress en el sur de California. Fue educada en casa desde muy joven por su madre, Abir. Su padre, Mike, la ha ayudado en su carrera diseñando utilería y haciendo de roadie, y su hermano mayor, Zak, produce y aparece en sus videos de YouTube. De lado de su madre es de ascendencia árabe, del de su padre de ascendencia italiana.
De niña, Dossi tomó clases de gimnasia y baile y aprendió piano clásico. Cuando descubrió que era innatamente tan flexible como los artistas de un video del Cirque du Soleil, a los 12 años comenzó a aprender contorsión por sí misma emulando poses que encontró en YouTube e inventando nuevas poses. Pese al rumor común, a Dossi no le falta la columna vertebral.
En 2016, America's Got Talent presentó a Dossi, entonces de 14 años, en la undécima temporada del programa, donde realizó varias proezas de flexibilidad, fuerza y destreza. Su primera actuación incluyó disparar un arco y una flecha con los pies mientras se paraba de manos. Después de otra actuación que contó con una rutina de aro aéreo y disparar una flecha en llamas desde un arco con los pies, la jueza invitada Reba McEntire le otorgó el «buzzer dorado». En las finales de temporada, hizo otra rutina con trucos de parada de manos y un aro aéreo, pero no pasó el corte en los últimos cinco. Regresó a la serie en 2019 para la primera temporada de AGT: The Champions.
Dossi subió el primer video a su canal de YouTube a fines de 2016 y continúa publicando semanalmente. A 2023, su canal ha acumulado más de 8 millones de suscriptores y más de 1.500 millones de visitas. Por su trabajo en YouTube, ha sido nominada a varios premios Streamy.
En la actuación, Dossi tuvo cameos en Bizaardvark y K.C. Undercover de Disney Channel y protagonizó el programa de televisión de Brat TV Boss Cheer (2018-2019). Dossi incursionó en la música pop con el lanzamiento de su sencillo debut, «Bunny», el 19 de agosto de 2022. Ella coescribió esta canción de ruptura con su hermano, Zak, quien dirigió el video musical.

## Premios y nominaciones
| Año  | Premio                          | Nominado   | Categoría         | Resultado | Ref    |
| ---- | ------------------------------- | ---------- | ----------------- | --------- | ------ |
| 2025 | Nickelodeon Kids' Choise Awards | Ella misma | Creadora favorita | Nominada  | [ 19 ] |